# Mayumi Omatsu
Mayumi Omatsu (大松 真由美 Ōmatsu Mayumi?), född 12 juli 1970, är en japansk tidigare fotbollsspelare.
Mayumi Omatsu debuterade för japans landslag den 8 juni 1997 i en 1–0-vinst över Kina. Hon spelade 12 landskamper för det japanska landslaget. Hon deltog bland annat i fotbolls-VM 1999.